# محل دفن زباله جامد تیموکوفو

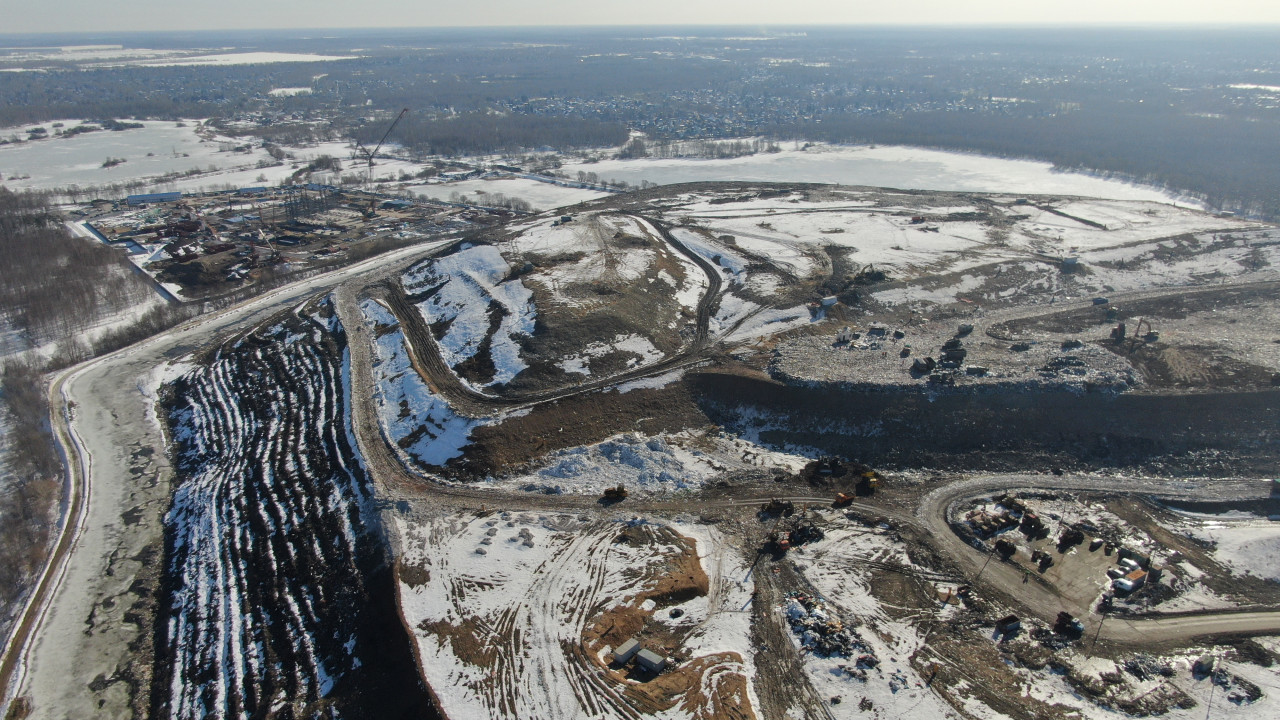
نمای محل دفن زباله

محل دفن زباله جامد تیموکوفو (روسی: Полигон ТБО «Тимохово») یک محل دفن زباله جامد شهری در ناحیه بوگورودسکی استان مسکو، در نزدیکی روستای تیموخوو است. این محل تقریباً ۱۱۴ هکتار را اشغال می‌کند و بزرگ‌ترین محل دفن زباله در اروپا است. سازمان عامل آن او ای او پولیگون تیموخوو است.

## تاریخچه
محل دفن زباله جامد تیموخوو در منطقه شهری بوگورودسکی در منطقه مسکو واقع شده است. کیلومتری جنوب روستای تیموخوو. این مرکز در اواخر دهه ۱۹۸۰ در محل معادن خاک رس متروکه تأسیس شد و به ۲۲ منطقه (از ۳۲ منطقه) مسکو خدمات ارائه می‌داد.
حداکثر ظرفیت این محل دفن زباله ۴۵۰٬۰۰۰ تن در سال است. طبق برخی منابع، سالانه تا ۱٬۵۰۰٬۰۰۰ تن زباله را پذیرش می‌کند. یکی از تأمین‌کنندگان اصلی زباله، اپراتور منطقه‌ای «خارتیا» (متعلق به ایگور چایکا) است.
این محل دفن زباله مجهز به سیستم پایش تشعشعات، ترازوهای کرنش‌سنج، سیستم جمع‌آوری و خنثی‌سازی فیلتراسیون و سیستم جمع‌آوری و خنثی‌سازی بیوگاز است.
از سال ۱۹۹۶، کنستانتین سرگیویچ مانگین تیموخوو ریاست این محل دفن زباله را بر عهده دارد. در نوامبر ۲۰۱۷، او به اتهام کارآفرینی غیرقانونی دستگیر و به بازداشت موقت در بازداشتگاه و سپس حبس خانگی محکوم شد. پرونده طبق ماده ۱۷۱، بخش ۲، بند «ب» قانون جزای فدراسیون روسیه پس از بازرسی توسط اداره جرایم اقتصادی و توقیف اسناد، گشوده شد. این اتهامات چند ماه بعد لغو شد.
در سال ۲۰۱۳، ساکنان نوگینسک، الکترواستال و الکتروگلی از بوی نامطبوعی در هوا شکایت کردند، با این حال، وزارت محیط زیست استان مسکو از ارتباط دادن این موضوع با فعالیت‌های محل دفن زباله خودداری کرد. با این وجود، سرویس فدرال نظارت بر منابع طبیعی، تیموخوو را ۹۰ هزار روبل جریمه کرد.
در نهر بیزیائفکا (حوضه شالوکا)، که از یکی از برکه‌های نزدیک محل دفن زباله خارج می‌شود، میزان مواد مختلف افزایش یافته است: یون آمونیوم ۲۴ برابر؛ آهن ۱۹ برابر؛ منگنز ۴۲ برابر و مس ۴۰ برابر. دولت تیموخوو به تقصیر خود اعتراف کرد و اظهار داشت که نقض قوانین استفاده از آب در هنگام تخلیه فاضلاب برطرف شده است. با این حال، هنگامی که ارزیابی مستقلی از میزان مصرف آب از بیزیائفکا در سال ۲۰۱۷ انجام شد، مشخص شد که میزان یون آمونیوم ۵۶ برابر، آهن ۲۶ برابر؛ منگنز و روی ۱۷ برابر؛ مس ۳۲ برابر افزایش یافته است.
در سال ۲۰۲۲، دفتر دادستان کل به دلیل خسارت زیست‌محیطی وارده به رودخانه بیزیائِکا، علیه محل دفن زباله تیموخوو به مبلغ ۴۲ میلیون روبل شکایت کرد.

## تحقیق در مورد فعالیت‌ها
در تاریخ ۲۶ ژانویه ۲۰۱۸، نشریه دیلی استورم تحقیقاتی در مورد فعالیت‌های محل دفن زباله تیموخوو منتشر کرد. بر اساس آن، تا سال ۲۰۱۰، محل دفن زباله تیموخوو توسط شرکت اکوترانس اس اداره می‌شد. در سال ۲۰۰۷، مالک مشترک آن خود کنستانتین مانگین، در سال ۲۰۰۸ ولادیمیر بلازننکوف و تا آغاز سال ۲۰۰۹، این شرکت به پسر کنستانتین مانگین - آنتون مانگین - منتقل شد. در این دوره، درآمد شرکت «اکوترانس اس» از ۳۸۰ میلیون روبل در سال فراتر رفت. در سال ۲۰۱۰، این محل دفن زباله توسط شرکت «مکس» که آن هم متعلق به آنتون مانگین است، اداره می‌شد. در فوریه ۲۰۱۰، «مکس» مجوز دفع و قرار دادن زباله‌های کلاس‌های خطر آی-وی آی را دریافت کرد و شروع به همکاری با «تیموخوو» کرد. هر ساله، شرکت «مکس» قراردادهایی از «تیموخوو» به مبلغ ۳۰۰ میلیون روبل دریافت می‌کرد. از سال ۲۰۱۲ تا ۲۰۱۴، مبلغ قرارداد بیش از ۱ میلیارد روبل بود.
در سال ۲۰۱۴، ۵ روز قبل از حسابرسی مالیاتی شرکت او او او مکس، شرکت جدید شرکت اکوستروی به نام آنتون مانگین ثبت شد. ۳۶ نفر از ۴۱ کارمند او او او مکس به آن منتقل شدند و ۲۶ وسیله نقلیه کاری نیز در شرکت جدید دوباره ثبت شدند. ۴۰ میلیون روبل از حساب‌های او او او مکس با یادداشت «برای پاداش» برداشت شد. تا پایان سال ۲۰۱۵، زمانی که باید مالیات بر فعالیت‌های او او او مکس تعلق می‌گرفت، حساب‌های آن خالی بود. از آن زمان، تیموخوو توسط شرکت اکوستروی خدمات‌رسانی می‌شود.
فروشگاه مرتب‌سازی در تیموخوو توسط شرکت او او او اکو-وتور اجاره شده است. طبق برخی منابع، بنیان‌گذار آن داماد کنستانتین مانگین، اوگنی یابلوکوف، است.
در ۵ اوت ۲۰۱۴، قراردادی با شرکت اکوکوم برای انجام کار گاززدایی در تیموخوو امضا شد. مقرر شد تجهیزات آلمانی برای ۳۰ حلقه چاه جمع‌آوری گاز، لوله‌گذاری بین آنها، نصب نیروگاه برای فرآوری گاز و مشعل برای سوزاندن آن خریداری شود. ارزش قرارداد ۲٫۹ میلیون یورو بود.
در ماه مه ۲۰۱۶، اداره املاک شهر مسکو تصمیم به خصوصی‌سازی تیموخوو گرفت؛ ۲۶ درصد از سهام این شرکت به ارزش ۹۱٫۸ میلیون روبل به حراج گذاشته شد؛ بنابراین کل محل دفن زباله ۳۵۳ میلیون روبل ارزش‌گذاری شد که تقریباً معادل هزینه تجهیزات آلمانی خریداری شده در سال ۲۰۱۴ است. تنها دو شرکت‌کننده در حراج حضور داشتند: آنتون مانگین و شرکت او او او تاکو، متعلق به مانگین پدر. هیچ رقابتی وجود نداشت و آنتون مانگین در نهایت سهام را با حداقل قیمت ۹۱٫۸ میلیون روبل خریداری کرد.